# TivuItalia (multiplex)
TivuItalia è stato uno dei multiplex della televisione digitale terrestre a copertura interregionale presenti nel sistema DVB-T italiano. Apparteneva alla società TivuItalia S.p.A., integralmente controllata da Screen Service Broadcasting Technologies.

## Storia
Il TivuItalia trasmetteva su una rete in k-SFN nelle aree tecniche già passate interamente al sistema di trasmissione digitale. Possedeva 147 impianti.

### 2010-febbraio 2011
- 20 dicembre 2010: Aggiunti Sportitalia 1, Sportitalia 2 e Sportitalia 24.
- 4 gennaio 2011: Terminate le Trasmissioni di Horse TV e sostituite dalla testcard di Tivuitalia

### Marzo 2011-2012
- 17 marzo 2011: Eliminato Horse TV e sostituito da uno slot denominato Tivuitalia Test 8 senza LCN
- 22 marzo 2011: Inserite le numerazioni automatiche 60, 61 e 62 ai tre Canali Sportitalia
- 26 aprile 2012: Aggiunti Wedding TV e Rete Italia - AB Channel.
- 5 giugno 2012: Eliminati Sportitalia, Sportitalia 2 e Sportitalia 24.
- 1 novembre: Aggiunta Orler TV, ma in Lazio ha l'identificativo di Sportitalia

### 2013
- 19 gennaio: Eliminata Wedding TV.
- 31 gennaio: Aggiunti Fire e Air. Eliminato Orler TV.
- 5 febbraio: Aggiunto Channel24.
- 8 febbraio: Aggiunto Brava.
- 19 febbraio: Interrotte le trasmissioni di AB Channel su Rete Italia, che diventa un canale Digitmedia.
- 31 maggio: Eliminato Brava.
- 3 giugno: Aggiunto Ka-Boom.
- 24 giugno: Aggiunto Pianeta TV.
- 25 giugno: Aggiunto Mediatext.it.
- 27 giugno: Aggiunto Nuvolari.
- 8 luglio: Aggiunto Italia Channel.
- 14 agosto: Eliminati Channel24, Rete Italia, Air e Fire.
- 3 dicembre: Aggiunto Romit TV.
- 30 dicembre: Sostituito Nuvolari con Leonardo.

### 2014
- 1º gennaio: Partite le trasmissioni di Leonardo.
- 25 febbraio: Rimossa l'LCN di Leonardo.
- 28 febbraio: Eliminato Leonardo.
- 15 aprile: Eliminato Romit TV.
- 29 maggio: Eliminato Ka-Boom.
- 24 luglio: Il mux Tivuitalia viene spento definitivamente in tutta Italia e le frequenze passano a Canale Italia per il mux 2.

## Frequenze
| Area Tecnica (zone di switch-off)                 | Frequenza           |
| ------------------------------------------------- | ------------------- |
| 1 - Piemonte occidentale                          | UHF 43              |
| 2 - Valle d'Aosta                                 | UHF 22              |
| 3 - Piemonte orientale, Lombardia, Provv. PR e PC | UHF 27              |
| 4 - Trentino-Alto Adige                           | UHF 28              |
| 5 - Emilia-Romagna                                | UHF 27              |
| 6 - Veneto                                        | UHF 27              |
| 7 - Friuli-Venezia Giulia                         | UHF 27 e 34         |
| 8 - Liguria                                       | UHF 22 e 27         |
| 9 - Toscana, Umbria, Provv. SP e VT               | UHF 22              |
| 10 - Marche                                       | UHF 27              |
| 11 - Abruzzo, Molise, Prov. FG                    | VHF 10, UHF 27 e 29 |
| 12 - Lazio                                        | UHF 27 e 34         |
| 13 - Campania                                     | UHF 22              |
| 14 - Puglia, Basilicata, Provv. CS e KR           | VHF 10 e UHF 59     |
| 15 - Sicilia, Provv. CZ,VV e RC                   | UHF 51 e 59         |
| 16 - Sardegna                                     | UHF 44              |

## Copertura
| Regione               | Popolazione Coperta | % Regionale | % Italia |
| --------------------- | ------------------- | ----------- | -------- |
| Valle d'Aosta         | 89.253              | 69,8%       | 0,1%     |
| Piemonte              | 916.617             | 20,6%       | 1,5%     |
| Liguria               | 295.858             | 18,3%       | 0,5%     |
| Lombardia             | 9.305.652           | 94,7%       | 15,4%    |
| Trentino-Alto Adige   | 394.229             | 38,3%       | 0,7%     |
| Veneto                | 4.651.900           | 94,7%       | 7,7%     |
| Friuli-Venezia Giulia | 1.090.022           | 88,3%       | 1,8%     |
| Emilia-Romagna        | 4.042.727           | 92,0%       | 6,7%     |
| Marche                | 1.198.864           | 76,9%       | 2%       |
| Toscana               | 3.406.373           | 91,3%       | 5,6%     |
| Umbria                | 325.935             | 36,2%       | 0,5%     |
| Lazio                 | 4.625.993           | 81,4%       | 7,7%     |
| Abruzzo               | 706.004             | 52,7%       | 1,2%     |
| Molise                | 105.476             | 32,9%       | 0,2%     |
| Campania              | 4.971.652           | 85,4%       | 8,2%     |
| Puglia                | 3.426.585           | 83,9%       | 5,7%     |
| Basilicata            | 163.174             | 27,7%       | 0,3%     |
| Calabria              | 947.485             | 47,2%       | 1,6%     |
| Sicilia               | 2.553.423           | 50,6%       | 4,2%     |
| Sardegna              | 1.042.244           | 62.3%       | 1,7%     |
| Italia                | 44.259.466          | 73.3%       | 73,3%    |

## Servizi
Sul multiplex TivuItalia erano presenti canali di differenti operatori. Il 20 dicembre 2010 la società raggiunse un accordo per trasmettere i tre canali Sportitalia, Sportitalia 2 e Sportitalia 24 a partire dal 14 febbraio 2011. La collaborazione fu interrotta il 5 giugno 2012, quando i canali Sportitalia furono rimossi e rimasero visibili solamente nel mux TIMB 2. Nell'operazione di acquisizione delle frequenze locali, TivuItalia concordò con i precedenti titolari, in alcuni casi, la coesistenza con altre emittenti interessate. Nella regione Lazio era presente all'interno del multiplex anche il canale Teletevere, mentre in Puglia risultavano, fino allo switch off del maggio 2012, il canale Telebari (VHF 9) e il canale 7 Gold Puglia (UHF 42). Nonostante gli investimenti da parte della società, che nei mesi precedenti al bando aveva esteso la copertura in regione acquisendo diversi impianti dall'emittente Antenna Sud, la mancata assegnazione della concessione a trasmettere nella regione Puglia determinò la disattivazione, con il passaggio al digitale terrestre nell'area tecnica 14 di tutti gli impianti pugliesi, interrompendo anche la trasmissione dei due canali locali. Il 31 maggio 2012 TivùItalia, che si era classificata diciannovesima nella graduatoria per l'assegnazione delle frequenze, ovvero prima tra i non assegnatari, ottenne dal Ministero delle comunicazioni i diritti d'uso della frequenza VHF 10 per la regione Puglia, tornando a riaccendere i propri ripetitori. Il 24 luglio 2014 la società spense definitivamente tutti gli impianti presenti sul territorio nazionale e vendette le proprie frequenze a Canale Italia.

### Canali televisivi presenti al momento della chiusura
| LCN | Canale            | Note |
| --- | ----------------- | ---- |
| 165 | Pianeta TV        | FTA  |
| 166 | Mediatext.it      | FTA  |
| 228 | Italia Channel    | FTA  |
|     | Teletevere        | FTA  |
|     | Tivuitalia Test 7 | FTA  |
|     | Tivuitalia test 8 | FTA  |